# Parc national Sierra de Perijá
Le parc national Sierra de Perijá est un parc national situé dans l'État de Zulia, au Venezuela, au niveau de la serranía de Perijá. Il a été créé le 12 décembre 1978.